# لغات أورالية

توزيع اللغات الأورالية

اللغات الأورالية هي عائلة لغوية تمتد من سيبيريا شرقاً إلى أوروبا القارية غرباً، وتتألف من فرعين رئيسيين اللغات الفينية الأوغرية واللغات الساموديّة. الجدير بالذكر أن عائلة اللغات الأورالية سُمّيت بهذا الاسم نسبة إلى جبال الأورال في روسيا.
تضم هذه العائلة اللغوية 39 لغة يتحدث بها حوالي 25 مليون نسمة. أصح اللغات الأورالية من حيث عدد الناطقين كلغة أم هي المجرية والفنلندية والإستونية، اللغات الهامة الأخرى هي المارية والأدمورتية. ومن البلدان التي تشكل موطناً لعدد كبير من الناطقين باللغات الأورالية إستونيا، فنلندا، المجر، رومانيا، روسيا، صربيا، وسلوفاكيا.